# گائو کوستا
گائو ماریا دا گراسا کوستا پنا بورگوس (پرتغالی: Gal Maria da Graça Costa Penna Burgos؛ ‏۲۶ سپتامبر ۱۹۴۵ – ۹ نوامبر ۲۰۲۲) که به‌طور حرفه‌ای با نام گائو کوستا (تلفظ پرتغالی:[ɡaw ˈkɔs ta] ()) شناخته می‌شود، یک خواننده برزیلی و یکی از چهره‌های اصلی و تأثیرگذار صحنه موسیقی استوایی در برزیل در اواخر دهه ۱۹۶۰ بود که با حضور در مجموعه تحسین‌شده Tropicália: ou Panis et Circenses (۱۹۶۸) معرفی شد.

## اوایل زندگی
گال کوستا در ۲۶ سپتامبر ۱۹۴۵ در شهر سالوادور، مرکز ایالت باهیا متولد شد. مادرش، ماریا کوستا پنا، در دوران بارداری به این امید که گال به موسیقی علاقه‌مند شود. ساعت‌ها به موسیقی کلاسیک گوش می‌داد. پدر گال، آرنالدو بورگوس (متوفی ۱۹۶۰)، هنگامی که گال ۱۵ سال داشت درگذشت و آن دو هرگز یکدیگر را ملاقات نکردند. گال در سن ۱۰ سالگی با خواهران ساندرا و آندریا گادل‌ها و همسران آینده آن‌ها ژیلبرتو گیل و کائتانو ولوزو، که خواننده و ترانه‌سرا بودند، آشنا و دوست شد. آن‌ها به او نام مستعار گائو دادند که بعدها به گال تغییر یافت. در ۱۴ سالگی او برای اولین بار به آهنگ " چگا د سوداد " ژوائو ژیلبرتو که از رادیو پخش می‌شد، گوش سپرد و به بوسا نووا علاقه‌مند شد. سپس به عنوان منشی در فروشگاه اصلی آلبوم سالوادور مشغول به کار شد تا به موسیقی نزدیک‌تر شود. وی در ۱۸ سالگی توسط آندریا گادل‌ها به کائتانو ولوسو معرفی شد. و آن دو دوستانی صمیمی شدند.

## حرفه

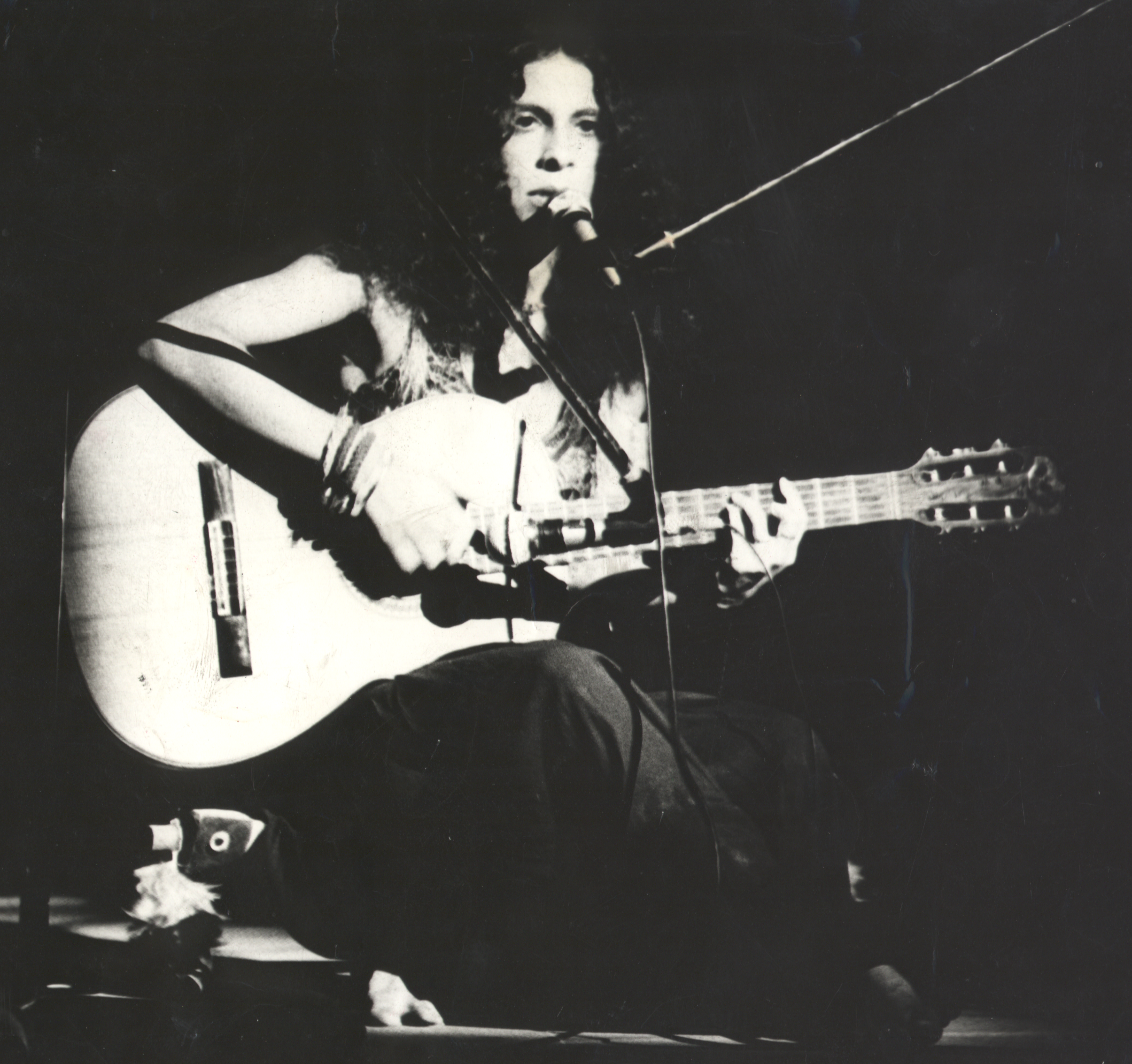
گال کوستا در سال ۱۹۷۱

اولین کار حرفه‌ای گال ۲۲ اوت ۱۹۶۴ در کنسرت (ما برای مثال) بود جایی که او در کنار ماریا بتانیا، ژیل، ولوزو و تام زِ و دیگران اجرا کرد. این کنسرت افتتاحیهٔ تئاتر ویلا وله در زادگاه گال بود. وی در همان سال در Nova Bossa Velha, Velha Bossa Nova (موج جدید قدیمی)، در همان مکان و با همان افراد به خوانندگی پرداخت. سپس سالوادور را ترک کرد تا در خانه پسر عمویش نیوئا در ریودوژانیرو زندگی کند. او همچنین به تبعیت از بتانیا با کنسرت عقیده در آنجا به یک موفقیت بزرگ رسید. نخستین ضبط حرفه‌ای گال، در اولین آلبوم بتانیا که در سال ۱۹۶۵ منتشر شد، اتفاق افتاد. این همخوانی "Sol Negro" (خورشید سیاه) بود که توسط برادر بتانیا، کائتانو ولوزو نوشته شده بود. سپس اولین تک آهنگ‌های خود، "Eu vim da Bahia" سروده ژیل، و "Sim, foi você" سروده ولوزو را از طریق آرسی‌ای رکوردز منتشر کرد. سال بعد گال شخصاً با ژیلبرتو ملاقات کرد و در اولین جشنواره بین‌المللی موسیقی تی وی ریو با اجرای "Minha Senhora" نوشته ژیل و تورکواتو نتو نتوانست مخاطبان جشنواره را مجذوب خود کند.
اولین آلبوم گال، دومینگو در سال ۱۹۶۷ توسط فیلیپس رکوردز منتشر شد که همچنین اولین کار ولوزو نیز محسوب می‌شد. نام گال تا سال ۱۹۸۳ روی برچسب باقی ماند که بعداً به پولی‌گرام تغییر یافت. یکی از آهنگ‌های منتشر شده از این آلبوم با عنوان"Coração Vagabundo"، به یک موفقیت بزرگ تبدیل شد. در همان سال گال همچنین دو آهنگ را در دومین جشنواره بین‌المللی موسیقی اجرا کرد که سپس به میزبانی شبکه رده گلوبو برگزار شد. آهنگ‌های بوم دیا نوشته گیل و نانا کایمی و دادا ماریا نوشته رناتو تکسیرا بودند. آهنگ دادا ماریا با سیلویو سزار در جشنواره و با تکسیرا در زمان ضبط اجرا شد.در سال ۱۹۶۵، کوستا شروع به ضبط آهنگ‌های ویرایش نشده از ژیلبرتو ژیل و کائتانو ولوزو کرد. در سال ۱۹۶۸، گال بخشی از جنبش تروپیکالیا شد. تروپبکالیا ترکیبی از سامبا، بوسا نوا و ژانرهای مدرن مانند راک و بیت است. او چهار آهنگ را در آلبوم Tropicália: ou Panis et Circenses ضبط کرد که عبارت بودند از: "Mamãe coragem" نوشتهٔ ولوزو و ترکادو نتو، "Parque industrial" نوشتهٔ تام زِ، "Enquanto seu lobo não vem" نوشتهٔ ولوزو، و "Baby" نیز نوشتهٔ ولوزو. این دومی به یکی از شناخته شده‌ترین آهنگ‌های کوستا، تبدیل شد. در همان سال، او در سومین جشنواره بین‌المللی موسیقی با اجرای «Gabriela Mais Bela» نوشته روبرتو و اراسمو کارلوس شرکت کرد. در نوامبر، او در چهارمین جشنواره موسیقی ردِ رکورد با اجرای آهنگ "Divino Maravilhoso" از ژیل و ولوزو شرکت کرد. این آهنگ همچنین به یک آهنگ محبوب در سراسر کشور و یک آهنگ کلاسیک موسیقی محبوب تبدیل شد. زمانی که ژیلبرتو ژیل و کائتانو ولوزو در لندن و در تبعید زندگی می‌کردند، او به دیدن آن‌ها می‌رفت و به اجرای موسیقی آن‌ها ادامه می‌داد، اما در برزیل ماند.

## جوایز
جایزه یک عمر دستاورد گرمی لاتین ۲۰۱۱

## زندگی شخصی

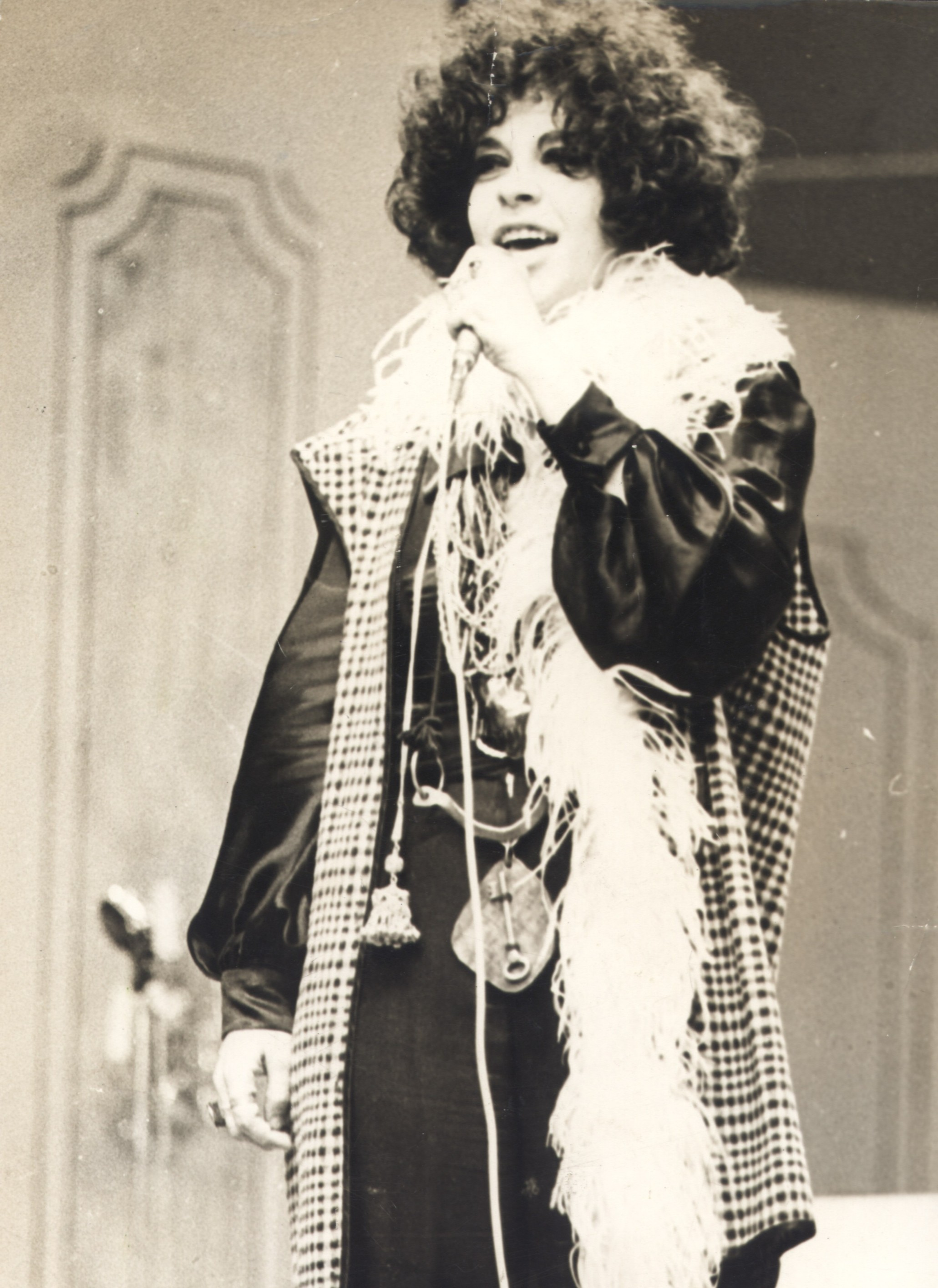
گال ماریا دا گراسا کوستا پنا بورگوس

گال بایسکشوال بود. او در دهه ۱۹۹۰ با خواننده مارینا لیما قرار گذاشت. او همچنین یک پسر به‌نام گابریل داشت.

## مرگ
گال در ۹ نوامبر ۲۰۲۲ در سن ۷۷ سالگی در سائوپائولو درگذشت. در حالی که ارائه خود در پرامیورا ساوند را لغو کرده و در دوران نقاهت پس از بیرون کشیدن غده از حفره بینی خود به‌سر می‌برد.

## آلبوم‌شناسی

### آلبوم‌های استودیویی
- ۱۹۶۵: Maria da Graça (EP)
- ۱۹۶۷: Domingo (به همراه کائتانو ولوزو)
- ۱۹۶۹: Gal Costa
- ۱۹۶۹: Gal
- ۱۹۷۰: Legal
- ۱۹۷۱: -Fa-Tal- Gal a Todo Vapor
- ۱۹۷۳: Índia
- ۱۹۷۴: Cantar
- ۱۹۷۵: Gal Canta Caymmi
- ۱۹۷۷: Caras e Bocas
- ۱۹۷۸: Água Viva
- ۱۹۷۹: Gal Tropical
- ۱۹۸۰: Aquarela do Brasil
- ۱۹۸۱: Fantasia
- ۱۹۸۲: Minha Voz
- ۱۹۸۳: Baby Gal
- ۱۹۸۳: Gabriela movie soundtrack
- ۱۹۸۴: Profana
- ۱۹۸۵: Bem Bom
- ۱۹۸۷: Lua de Mel Como o Diabo Gosta
- ۱۹۹۰: Plural
- ۱۹۹۲: Gal
- ۱۹۹۴: O Sorriso do Gato de Alice
- ۱۹۹۵: Mina D'Água do Meu Canto
- ۱۹۹۶: Tieta of Agreste movie soundtrack
- ۱۹۹۸: Aquele Frevo Axé
- ۲۰۰۱: Gal de Tantos Amores
- ۲۰۰۲: Gal Bossa Tropical
- ۲۰۰۴: Todas as Coisas e Eu
- ۲۰۰۵: Hoje[۱۷]
- ۲۰۱۱: Recanto
- ۲۰۱۵: "Estratosférica"
- ۲۰۱۸: "A Pele do Futuro"
- ۲۰۲۱: "Nenhuma Dor"

### آلبوم‌های زنده
- ۱۹۷۱:-Fa-Tal- Gal a Todo Vapor
- ۱۹۷۶: Doces Bárbaros (with Caetano Veloso, Gilberto Gil, and Maria Bethânia)
- ۱۹۸۶: Jazzvisions: Rio Revisited (با آنتونیو کارلوس جوبیم)
- ۱۹۹۷: Acústico MTV
- ۱۹۹۹: Gal Costa Canta Tom Jobim Ao Vivo
- ۲۰۰۶: Gal Costa Live at Blue Note
- ۲۰۰۶: Gal Costa Ao Vivo
- ۲۰۱۳: Recanto Ao Vivo

### تک آهنگ‌ها
- ۱۹۶۸: "بچه"
- ۱۹۶۹: "Que Pena (Ela Já Não Gosta Mais De Mim)"
- ۱۹۷۰: "Meu Nome É Gal"
- ۱۹۷۰: "لندن، لندن"

## فیلم‌شناسی برگزیده
| سال  | فیلم              | نقش           | یادداشت                                                |
| ---- | ----------------- | ------------- | ------------------------------------------------------ |
| ۱۹۹۵ | O Mandarim        | کارمن میراندا | [ ۱۸ ] [ ۱۹ ]                                          |
| ۲۰۱۷ | O Nome Dela é Gal |               | مجموعه مستند بیوگرافی تولید شده توسط HBO آمریکای لاتین |